# Anisophyllea sororia
Anisophyllea sororia är en tvåhjärtbladig växtart som beskrevs av Jean Baptiste Louis Pierre. Anisophyllea sororia ingår i släktet Anisophyllea och familjen Anisophylleaceae. Inga underarter finns listade i Catalogue of Life.